# Нововасилівка (Шосткинський район)
Нововаси́лівка —  село в Україні, у Зноб-Новгородській селищній громаді Шосткинського району Сумської області. Населення становить 1 особу. До 2020 орган місцевого самоврядування — Нововасилівська сільська рада.

## Географія
Село Нововасилівка знаходиться на правому березі річки Знобівка, яка через 6 км впадає в річку Десна, вище за течією на відстані 2,5 км розташоване село Зноб (Брянська область, Росія). Село знаходиться на кордоні з Росією. Річки в цьому місці звивисті, утворюють лимани, стариці і заболочені озера. Поруч проходить залізниця, станція Зноб за 2,5 км.

## Символіка
На гербі зображено два мечі і між ними щит, що відображає прикордонне положення села. На щиті зображено тризуб що вказує на приналежність села до України. Мечі символізують хоробрість, а щит - готовність захищатися у разі небезпеки. Блакитний колір - річки Знобівка та Десна.

## Історія
Нововасилівка була заснована в 1904 році переселенцями з села Василівка Новгород-Сіверського повіту та інших навколишніх населених пунктів. Вона швидко розросталася і в 1917 році налічувала 87 дворів, у яких проживало 603 жителя, в 1923 році - 145 дворів і 795 жителів, в 1926 році - 150 дворів і 738 жителів, а в 1940 році - 224 двори.
У роки Німецько-радянської війни (у листопаді 1942 року і на початку травня 1943 року) німецькі окупанти спалили в Нововасилівці близько 250 дворів і розстріляли 156 жителів. Однак після війни село було відновлено. У ньому були побудовані школа, магазин і молочно-товарна ферма.
Починаючи з 60-их років минулого століття , чисельність населення в Нововасилівці почала знижуватися. У 1970 році в селі нараховувалося 247 двори, у яких проживало 678 жителів, в 1989 році - 442 жителя, в 2001 році - 357 жителів, а 1.01.2008 року - 301 житель.
Недалеко від Нововасилівки були виявлені поселення епохи неоліту.
12 червня 2020 року, відповідно до розпорядження Кабінету Міністрів України № 723-р «Про визначення адміністративних центрів та затвердження територій територіальних громад Сумської області», село увійшло до складу Зноб-Новгородської селищної громади.
19 липня 2020 року, в результаті адміністративно-територіальної реформи та ліквідації Середино-Будського району, село увійшло до складу новоутвореного Шосткинського району.

#### Російське вторгнення в Україну (з 2022)
24 червня 2024 року за інформацією ОК "Північ" населений пункт зазнав обстрілів з боку російського агресора. Зафіксовано 8 вибухів, ймовірно міномет 120 мм. 
14 серпня 2024 року село зазнало чергової атаки агресора. Оперативне командування "Північ"  зафіксувало 3 обстріли: 8 вибухів, ймовірно ствольна артилерія 122 мм; 20 вибухів, ймовірно АГС.   
17 серпня 2024 року оперативне командування «Північ» повідомило про обстріли Сумської області. Серед постраждалих населених пунктів село Нововасилівка – 2 обстріли: 4 вибухи, ймовірно міномет 120 мм.     
22 серпня 2024 року від обстрілів російської артилерії постраждали населені пункти Бачівськ, Рудак, Нововасилівка, Чернацьке, Порозок, Славгород, Карповичі, Грабовське та Покровка. Про це повідомили повідомили в Генштабі ЗСУ у зведенні о 16.00.   